# Drombus palackyi
Drombus palackyi är en fiskart som beskrevs av Jordan och Seale, 1905. Drombus palackyi ingår i släktet Drombus och familjen smörbultsfiskar. Inga underarter finns listade i Catalogue of Life.